# Elezioni presidenziali in Polonia del 1989
Le elezioni presidenziali in Polonia del 1989 si tennero il 19 luglio 1989 e sono ricordate per diverse ragioni. Innanzitutto la figura del Presidente della Repubblica di Polonia fu ripristinata dopo il periodo del regime comunista, inoltre fu l'ultima volta che il presidente fu eletto dal parlamento (in seduta congiunta di Sejm e Senato). Infine, nonostante fosse stato adottato un sistema democratico, ci fu un solo candidato.
Dopo gli accordi della tavola rotonda, che diedero come risultato un'elezione parlamentare semi-libera, che marcò l'effettiva vittoria di Solidarność e de facto la perdita del Partito Operaio Unificato Polacco il 4 luglio 1989, Adam Michnik propose un patto di governo condiviso con l'opposizione comunista e democratica (con lo slogan "Presidente vostro, Presidente del Consiglio nostro"), in base al quale il Presidente del Consiglio di Stato e leader comunista Wojciech Jaruzelski sarebbe divenuto Presidente e un rappresentante di Solidarność primo ministro (questo ruolo fu assegnato poi a Tadeusz Mazowiecki in agosto). Dopo molto dibattito su entrambi i fronti, questa ipotesi vinse.
Jaruzelski fu quindi l'unico candidato, ma vinse per un solo voto oltre la maggioranza richiesta, dal momento che molti parlamentari di Solidarność, pur approvando l'accordo, non se la sentivano di dare il loro voto e pertanto, per non disturbare il processo, si astennero o votarono scheda bianca/nulla.

## Risultati
| Candidato           | Liste | Esito      | Voti | %     |
| ------------------- | --- | ---------- | ---- | ----- |
| Wojciech Jaruzelski | - Partito Operaio Unificato Polacco (PZPR) - Partito Popolare Unito (ZSL) - SD - PAX Association - Unia Chrześcijańsko-Społeczna (UChS) - Polski Związek Katolicko-Społeczny (PZKS) | Favorevoli | 270  | 50,28 |
| Wojciech Jaruzelski | - Partito Operaio Unificato Polacco (PZPR) - Partito Popolare Unito (ZSL) - SD - PAX Association - Unia Chrześcijańsko-Społeczna (UChS) - Polski Związek Katolicko-Społeczny (PZKS) | Contrari   | 233  | 43,39 |
| Wojciech Jaruzelski | - Partito Operaio Unificato Polacco (PZPR) - Partito Popolare Unito (ZSL) - SD - PAX Association - Unia Chrześcijańsko-Społeczna (UChS) - Polski Związek Katolicko-Społeczny (PZKS) | Astenuti   | 34   | 6,33  |
| Totale              | Totale | Totale     | 537  |       |